# Béla I. Uherský
Béla I. Uherský (maďarsky I. Béla, okolo 1016 – 11. září 1063) byl v letech 1048–1060 kníže Nitranského knížectví a Biharska, v letech 1060–1063 uherský král. Pocházel z rodu Arpádovců. Byl synem nitranského knížete Vazula a ženy pocházející z pečeněžského rodu Tatun.

## Život v exilu
Poté, co byl Bélův otec Vazul v roce 1031 na příkaz krále Štěpána I. oslepen, utekl Béla spolu s bratry Leventem a Ondřejem a bratrancem Domoslavem do Čech. Po uzavření německo-českého spojenectví, namířeného proti Samuelovi Abovi, upřednostnil kníže Břetislav I. Domoslava, kterého vzal v roce 1042 na výpravu do Uher. Béla spolu s bratry odešel do Polska k polskému knížeti Kazimírovi I. Zde Béla získal pověst zkušeného a silného bojovníka v bojích s Pomořanci. Získal si Kazimírovu přízeň a díky tomu se oženil s jeho sestrou Rychenzou. Ondřej a Levente se proto následně rozhodli odejít k Pečenehům a později na Kyjevskou Rus.

## Kníže nitranský
Roku 1046 se Ondřej vrátil do Uherska a stal se králem, Domoslav se stal nitranským knížetem. Když o dva roky později Domoslav zemřel, povolal Ondřej Bélu z Polska. Béla dostal knížecí úděl, který se skládal z Nitranska a Biharska. Ondřej zároveň určil Bélu svým nástupce, protože v tom čase neměl žádného zákonného dědice.
Béla byl suverénním vlastníkem knížecího údělu. Pravděpodobně za jeho vlády bylo vybudováno nové opevnění Nitranského hradu, který byl jeho sídlem. Vydával také vlastní mince, které byly kvalitnější než mince krále Ondřeje I. Spolu s bratrem žili ve shodě, společně bránili krajinu proti vpádům Němců v letech 1050–1052, dokud se v roce 1053 neuzavřel s německým císařem mír. V září 1058 se Ondřej I. střetl při řece Morava s německým králem Jindřichem III., s kterým uzavřel mír a zasnoubil svého pětiletého syna Šalamouna I. s Jindřichovou dcerou Juditou.  Téhož roku nechal Ondřej chlapce ve Stoličném Bělehradě korunovat, čímž porušil slib daný Bélovi a krátce poté dostal záchvat mrtvice, po kterém částečně ochrnul.
| „                  | Jako stařec v dvanáctém roce svého panování dal totiž svého syna již v dětském věku pomazat za krále... | “ |
| — Dubnická kronika | |   |

Béla se nechtěl vzdát nároku na korunu a roku 1059 vyjel hledat pomoc v Polsku, u svého švagra Boleslava Smělého. Na jaře 1060 vpadl s polským vojskem do Uher. Ondřejovi přišlo na pomoc početné vojsko z Německa. Obě vojska se střetla v bitvě u řeky Tisy, ze které Béla odešel jako vítěz. Ondřej se spolu s míšeňským markrabětem Vilémem snažil utéct do Německa, ale Bélovi vojáci je chytili u Mošenského hradu. Krátce nato Ondřej zemřel.

## Uherský král
| „                  | Vévoda Béla, kterého nazývali Benin, přišel triumfálně do Stoličného Bělehradu, kde ho biskupové pomazali a šťastného korunovali královskou korunou... | “ |
| — Dubnická kronika | |   |

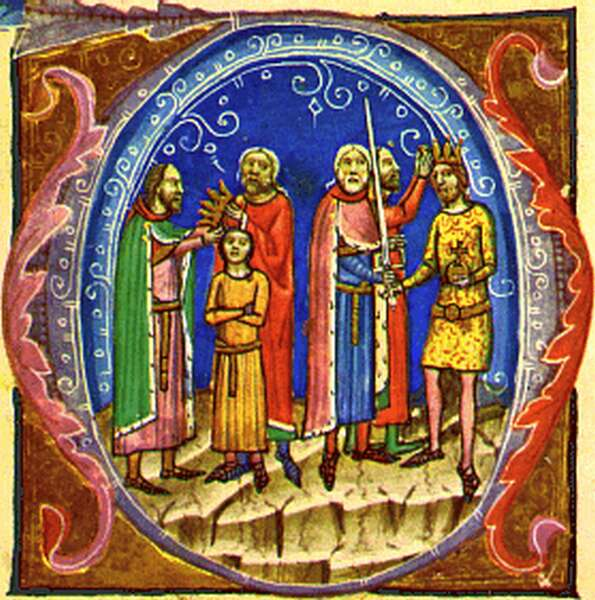
Bélova korunovace na středověké iluminaci (Chronicum Pictum)

Roku 1061 se pokusil svou vládu legitimizovat a dal svolat velké shromáždění do Stoličného Bělehradu, kam měli z každé obce přijít dva zástupci a rozšířit královskou radu. Chtěl zde předložit různá reformní opatření (ohledně daní, cen výrobků, hodnotě mincí, trhových dní atd.), která měla napomoci pozdvihnout hospodářství země. Na shromáždění však přišlo také velké množství nespokojenců, kteří žádali od krále návrat k pohanství.
| „                  | Dovol nám žít podle obyčejů našich otců a chovat se jako pohani, biskupy kamenovat, vytrhávat kněžím vnitřnosti, kleriky zardousit, výběrčí daní oběsit, zbořit kostely a zničit zvony... | “ |
| — Dubnická kronika | |   |

Král na vzbouřence povolal vojsko a pohanské povstání potlačil. Změny v hospodářství prosadil nakonec bez velkého shromáždění lidu. Dal razit kvalitní stříbrné denáry, určil pevnou cenu výrobků, snížil daně, zrušil vymáhaní starých dluhů a namísto neděle se trhovým dnem stala sobota.
V srpnu 1063 začal mladičký německý král Jindřich IV. organizovat výpravu, která měla za cíl dosadit jeho švagra Šalamouna na uherský trůn. Béla přišel s návrhem, že odevzdá trůn Šalamounovi a ponechá si svoje dřívější údělné knížectví. Po odmítnutí tohoto návrhu dal zesílit hradní posádky a svolat vojsko. Během pobytu v Dömösi však utrpěl těžké zranění, když se pod ním zřítila konstrukce trůnu. Přesto vytáhl do boje, avšak během cesty svým zraněním podlehl. Byl pochován v benediktinském klášteře v Szekszárdu, který sám založil v roce 1061.
Na trůn nastoupil Šalamoun, kterého tam dosadil Jindřich IV. Bélovi synové, Gejza, Ladislav a Lampert, podobně jako před lety jejich otec, našli útočiště v Polsku.

## Rodinné poměry
Z manželství s Ryksou Polskou, dcerou Měška II. Lamberta se narodilo pravděpodobně sedm dětí:
- Gejza I., uherský král (1074–1077)
- Ladislav I., uherský král (1077–1095)
- Lampert, biharský kníže (1074–1077) a nitranský kníže (1077–1095)
- Žofie († 18. června 1095), manželka: 1. kraňského a istrijského markraběte Oldřicha; 2. saského vévody Magnuse
- Eufémie († 1111), manželka olomouckého údělného knížete Oty I. Sličného (podle názoru některých historiků byla možná dcerou Ondřeje I.)[9]
- Jelena († po r. 1091), manželka chorvatského krále Demetera Zvonimíra
- dcera neznámého jména